# West Eighth Street-New York Aquarium
West Eighth Street-New York Aquarium, in origine Coney Island-West Eighth Street, è una stazione della metropolitana di New York, situata sulle linee BMT Brighton e IND Culver. Nel 2014 è stata utilizzata da 741 345 passeggeri.
È servita dalle linee F Sixth Avenue Local e Q Broadway Express, sempre attive.